# Mládežnická vesnice Kirjat Je'arim
Mládežnická vesnice Kirjat Je'arim (hebrejsky כפר הנוער קריית יערים‎, Kfar ha-noar Kirjat Je'arim, v oficiálním přepisu do angličtiny Qiryat Ye'arim (Institute)) je vzdělávací komplex a obec v Izraeli, v Jeruzalémském distriktu, v Oblastní radě Mate Jehuda.

## Geografie
Leží v nadmořské výšce 725 metrů v Judských horách.
Obec se nachází 40 kilometrů od břehu Středozemního moře, cca 42 kilometrů jihovýchodně od centra Tel Avivu, cca 13 kilometrů severozápadně od historického jádra Jeruzalému a cca 13 kilometrů severovýchodně od Bejt Šemeš. Mládežnickou vesnici Kirjat Je'arim obývají Židé, přičemž osídlení v tomto regionu je etnicky převážně židovské (sousední město Kirjat Je'arim). Obec ale leží na severním okraji města Abu Goš, které obývají izraelští Arabové.
Mládežnická vesnice Kirjat Je'arim je na dopravní síť napojena pomocí lokální silnice číslo 425.

## Dějiny
Mládežnická vesnice Kirjat Je'arim byla založena v roce 1952. Za jejím vznikem stála Židovská agentura a skupina sponzorů ze Švýcarska. Jde o komplex určený pro 145 středoškoláků, pro které je tu i internátní ubytování. Kromě rodilých Izraelců je zde poskytováno vzdělání zejména novým židovským přistěhovalcům z Etiopie nebo zemí bývalého SSSR.

## Demografie
K 31. prosinci 2013 zde žilo 263 lidí. Během roku 2014 populace klesla o 7,7 %.
| Rok            | 1961 | 1972 | 1983 | 1995 | 2001 | 2003 | 2004 | 2005 | 2006 | 2007 | 2008 | 2009 | 2010 | 2011 | 2012 | 2013 | 2014 |
| -------------- | ---- | ---- | ---- | ---- | ---- | ---- | ---- | ---- | ---- | ---- | ---- | ---- | ---- | ---- | ---- | ---- | ---- |
| Počet obyvatel | 65   | 154  | 219  | 299  | 255  | 252  | 249  | 247  | 242  | 245  | 248  | 251  | 215  | 244  | 284  | 285  | 263  |